# Chase Travis
Chase Travis (18 de julio de 2002) es una deportista de Estados Unidos que compite en natación. Ganó una medalla de bronce en el Campeonato Mundial Junior de Natación de 2019, en la prueba de 1500 m libre.